# Юдита Венгерская
Юдита (Юдифь; около 969, Эстергом — около 988, Краков) — венгерская принцесса из рода Арпадов, вторая жена Болеслава I Польского из династии Пястов.
Дочь великого князя мадьяр Гезы и его жены Шарольт, сестра Иштвана I Святого, первого короля Венгерского королевства. Внучка Дьюлы II из Трансильвании.
Данные о ней встречаются в Хронике Титмара Мерзебургского, не предоставляя почти никакой информации о ней, кроме предположения, что Юдита прибыла из Венгрии.
В конце 985 года Юдита стала второй женой Болеслава из Пястов, наследника польского престола, после того, как он развёлся со своей первой женой Хунильдой, дочерью Рикдага, маркграфа Мейсенского. В результате брачного союза, заключённого, вероятно, по инициативе и при содействии чешского князя Болеслава II Благочестивого, дяди польского князя по материнской линии) родился сын Безприм.
Польские летописцы прославляют королеву Юдиту за доброту, благодаря которой она сделалась любимицей народа. Её сын Безприм, получил в удел закарпатские земли по реке Ваг.
Из-за ухудшения политических отношений между Польшей и Венгрией около 987 года Юдита была отвергнута и выслана. Вероятно, она некоторое оставалась в Польше. Позднее Юдита вернулась на родину в Венгрию, где и умерла.